# Ricordi, sogni, riflessioni
Ricordi, sogni, riflessioni (titolo originale tedesco Erinnerungen, Träume, Gedanken) è un'opera di Carl Gustav Jung in collaborazione con Aniela Jaffé. Il lavoro è in parte un'autobiografia di Jung, e in parte è ricavato da documenti rari e conversazioni con Aniela Jaffé. 
Questo libro racconta l'infanzia di Jung, la sua vita personale e la sua esplorazione della psiche umana. Jung stesso lo definisce nelle sue parti più difficili come una forma di autoanalisi. 

## Introduzione
Nell'introduzione Jaffé spiega l'origine dell'opera, una proposta di Kurt Wolff allo psicanalista nell'estate del 1956. Anche se aveva superato l'ottantina, Jung accettò con tranquillità, sapendo dell'aiuto che avrebbe dato la Jaffé; incominciando a ripescare i suoi ricordi dell'infanzia, a poco a poco si appassionò molto a questo lavoro autobiografico. 

Jung pensa che ogni suo libro «è opera del destino»: 
Così sono venuti fuori i primi capitoli e gli Ultimi pensieri, il capitolo più intimo e più profondo di esperienze interiori. Il problema della "natura religiosa" dell'anima prende importanza anche da un punto di vista psichiatrico.

## Antichi ricordi
Secondo Jung la propria vita è raccontare «un'autorealizzazione dell'inconscio»: un «mito individuale» che ci rappresenta «con maggiore precisione della scienza». Sogni e immaginazioni, anche della prima infanzia, fanno parte delle esperienze interiori che ci rappresentano nel mondo, e il loro ricordo fa parte del senso generale di tutta la vita umana. 

Il primo ricordo della vita di Jung risale ai 2-3 anni: è sulla carrozzina sotto un albero, il sole nelle foglie sotto il cielo estivo: 
Ricorda anche di tenere la testa sulla spalla della domestica, il suo collo scuro e l'orecchio, e tutto questo gli dava contemporaneamente un senso di estraneo/familiare: questo tipo di donna "estranea/nota" è destinata a diventare una componente della sua anima, e a simboleggiare "l'essenza della femminilità". Sempre intorno ai 4-5 anni, J. ha il suo primo "trauma cosciente": mentre gioca di fronte casa, a un tratto vede un uomo vestito di nero che si avvicina per la strada; Carl fugge in casa e si nasconde per molto tempo in soffitta, senza immaginare che si trattava di "un innocuo prete cattolico".

Il primo sogno che Carl ricorda è a 4 anni: un prato, una scala di pietra nel sottosuolo, che portava a un trono d'oro, e sopra si regge uno "strano corpo misterioso" con un solo occhio; la madre grida: "Sì, guardalo! Quello è il divoratore d'uomini!". Dopo decenni Carl interpreterà il corpo eretto come un fallo rituale.

## Su Freud
Su Sigmund Freud, Jung si sofferma nel capitolo V, ed è un "completamento" ai tanti lavori su di lui. A 25 anni legge Traumdeutung e lo considera importantissimo per il concetto di "meccanismo di rimozione"; non è d'accordo però sui contenuti della rimozione, che non dipendono secondo lui solo da traumi sessuali. Jung ammette di aver difeso agli inizi Freud, perché, anche se diceva delle novità importantissime, allora era "persona non grata nel mondo accademico" e questo non era giusto; però non era d'accordo con lui che tutte le nevrosi "fossero causate da rimozioni sessuali".

## Edizioni italiane
- Carl Gustav Jung, Aniela Jaffé, Ricordi, sogni, riflessioni, Il Saggiatore, 1965.
- Carl Gustav Jung, Aniela Jaffé, Ricordi, sogni, riflessioni di C. G. Jung, Rizzoli, 1978, ISBN 88-17-11279-8.